# 88. ceremonia wręczenia Oscarów
88. ceremonia wręczenia Oscarów (nagród Amerykańskiej Akademii Sztuki i Wiedzy Filmowej) za rok 2015 odbyła się 28 lutego 2016 roku w Dolby Theatre w Hollywood. Galę  poprowadził aktor i scenarzysta Chris Rock, a jej producentami byli David Hill i Reginald Hudlin.

## Oscary Honorowe
W sierpniu 2015 roku Amerykańska Akademia Sztuki i Wiedzy Filmowej podała nazwiska honorowych laureatów Oscarów 2016. Nagrody wręczono  14 listopada 2015 roku w Hollywood.

### Laureaci Nagród Honorowych Akademii
- Spike Lee – amerykański reżyser i scenarzysta
- Gena Rowlands – amerykańska aktorka

### Laureaci Jean Hersholt Humanitarian Award
- Debbie Reynolds – amerykańska aktorka

## Informacje na temat ceremonii
W marcu 2015 roku ujawniono, iż producentami gali nie będą już Neil Meron i Craig Zadan realizujący trzy poprzednie gale, którym wygasł kontrakt z Amerykańską Akademią Filmową i byli krytykowani za dotychczasową organizację. Wkrótce potem aktor Neil Patrick Harris ogłosił, że nie będzie po raz drugi gospodarzem Oscarów. W październiku ujawniono, iż gospodarzem gali będzie aktor Chris Rock. Producentami gali są David Hill i Reginald Hudlin.

## Harmonogram
- 14 listopada 2015 – wręczenie nagród honorowych i za całokształt[6]
- 30 grudnia 2015 – rozpoczęcie głosowania na nominacje[6]
- 8 stycznia 2016 – zakończenie głosowania na nominacje[6]
- 14 stycznia 2016 – ogłoszenie nominacji do Oscara[6]
- 8 lutego 2016 – obiad z nominowanymi[6]
- 12 lutego 2016 – rozpoczęcie finałowego głosowania[6]
- 13 lutego 2016 – prezentacja nagrody za osiągnięcia naukowo-techniczne[6]
- 23 lutego 2016 – koniec finałowego głosowania[6]
- 28 lutego 2016 – 88. ceremonia wręczenia Nagród Akademii[6]

## Nominowani i nagrodzeni
Listę nominowanych do Oscara ogłoszono 14 stycznia 2016 roku.
Ceremonia wręczenia Oscarów za rok 2015 odbyła się 28 lutego 2016 roku.
Poniżej na pierwszym miejscu podano nagrodzonych, a dalej pozostałe nominacje w każdej z kategorii:

### Najlepszy film
- Spotlight
  - Big Short
  - Most szpiegów
  - Brooklyn
  - Mad Max: Na drodze gniewu
  - Marsjanin
  - Zjawa
  - Pokój

### Najlepszy reżyser
- Alejandro G. Iñárritu – Zjawa
  - Lenny Abrahamson – Pokój
  - Tom McCarthy – Spotlight
  - Adam McKay – Big Short
  - George Miller – Mad Max: Na drodze gniewu

### Najlepszy aktor
- Leonardo DiCaprio – Zjawa jako Hugh Glass
  - Bryan Cranston – Trumbo jako Dalton Trumbo
  - Matt Damon – Marsjanin jako Mark Watney
  - Michael Fassbender – Steve Jobs jako Steve Jobs
  - Eddie Redmayne – Dziewczyna z portretu jako Einar Wegener/Lili Elbe

### Najlepsza aktorka
- Brie Larson – Pokój jako Joy „Ma” Newsome
  - Cate Blanchett – Carol jako Carol Aird
  - Jennifer Lawrence – Joy jako Joy Mangano
  - Charlotte Rampling – 45 lat jako Kate Mercer
  - Saoirse Ronan – Brooklyn jako Eilis Lacey

### Najlepszy aktor drugoplanowy
- Mark Rylance – Most szpiegów jako Rudolf Abel
  - Christian Bale – Big Short jako Michael Burry
  - Tom Hardy – Zjawa jako John Fitzgerald
  - Mark Ruffalo – Spotlight jako Michael Rezendes
  - Sylvester Stallone – Creed: Narodziny legendy jako Rocky Balboa

### Najlepsza aktorka drugoplanowa
- Alicia Vikander – Dziewczyna z portretu jako Gerda Wegener
  - Jennifer Jason Leigh – Nienawistna ósemka jako Daisy Domergue
  - Rooney Mara – Carol jako Therese Belivet
  - Rachel McAdams – Spotlight jako Sacha Pfeiffer
  - Kate Winslet – Steve Jobs jako Joanna Hoffman

### Najlepszy scenariusz oryginalny
- Spotlight – Tom McCarthy, Josh Singer
  - Most szpiegów – Matt Charman, Joel i Ethan Coenowie
  - Ex Machina – Alex Garland
  - W głowie się nie mieści – Josh Cooley, Ronnie del Carmen, Pete Docter, Meg LeFauve
  - Straight Outta Compton – Andrea Berloff, Jonathan Herman, S. Leigh Savidge, Alan Wenkus

### Najlepszy scenariusz adaptowany
- Big Short – Adam McKay, Charles Randolph
  - Brooklyn – Nick Hornby
  - Carol – Phyllis Nagy
  - Marsjanin – Drew Goddard
  - Pokój – Emma Donoghue

### Najlepszy długometrażowy film animowany
- W głowie się nie mieści – Pete Docter, Jonas Rivera
  - Anomalisa – Charlie Kaufman, Duke Johnson, Rosa Tran
  - Chłopiec i świat (port.: O Menino eo Mundo; ang.: Boy & the World) – Alê Abreu
  - Baranek Shaun – Mark Burton, Richard Starzak
  - Marnie. Przyjaciółka ze snów (jap.: Omoide no Marnie; ang.: When Marnie Was There) – Hiromasa Yonebayashi, Yoshiaki Nishimura

### Najlepszy film nieanglojęzyczny
- Węgry: Syn Szawła, reż. László Nemes
  -  Kolumbia:  W objęciach węża, reż. Ciro Guerra
  -  Francja: Mustang, reż. Deniz Gamze Ergüven
  -  Jordania: Theeb, reż. Naji Abu Nowar
  -  Dania: Wojna, reż. Tobias Lindholm

### Najlepszy film dokumentalny
- Amy – Asif Kapadia i James Gay-Rees
  - W krainie karteli – Matthew Heineman i Tom Yellin
  - Scena ciszy – Joshua Oppenheimer i Signe Byrge Sørensen
  - What Happened, Miss Simone? – Liz Garbus, Amy Hobby i Justin Wilkes
  - Zima w ogniu – Jewgienij Afiniejewski i Den Tolmor

### Najlepszy krótkometrażowy film aktorski
- Stutterer – Serena Armitage, Benjamin Cleary
  - Ave Maria – Eric Dupont, Basil Khalil
  - Day One – Henry Hughes
  - Everything Will Be Okay – Patrick Vollrath
  - Shok – Jamie Donoughue

### Najlepszy krótkometrażowy film animowany
- Niedźwiedzia opowieść – Pato Escala Pierart, Gabriel Osorio Vargas
  - Prologue – Imogen Sutton, Richard Williams
  - Sanjay’s Super Team – Nicole Paradis Grindle, Sanjay Patel
  - Nie możemy żyć bez kosmosu – Konstantin Bronzit
  - World of Tomorrow – Don Hertzfeldt

### Najlepszy krótkometrażowy film dokumentalny
- A Girl in the River: The Price of Forgiveness – Sharmeen Obaid-Chinoy
  - Body Team 12 – David Darg, Bryn Mooser
  - Chau, Beyond the Lines – Courtney Marsh, Jerry Franck
  - Claude Lanzmann: Spectres of the Shoah – Adam Benzine
  - Last Day of Freedom – Dee Hibbert-Jones, Nomi Talisman

### Najlepsza muzyka
- Nienawistna ósemka – Ennio Morricone
  - Most szpiegów – Thomas Newman
  - Carol – Carter Burwell
  - Sicario – Jóhann Jóhannsson
  - Gwiezdne wojny: Przebudzenie Mocy – John Williams

### Najlepsza piosenka
- „Writing’s on the Wall” z filmu Spectre
  - „Earned It” z filmu Pięćdziesiąt twarzy Greya
  - „Manta Ray” z filmu Racing Extinction
  - „Simple Song #3” z filmu Młodość
  - „Til It Happens to You” z filmu The Hunting Ground

### Najlepszy dźwięk
- Mad Max: Na drodze gniewu – Mark A. Mangini, David White
  - Marsjanin – Oliver Tarney
  - Zjawa – Martin Hernández, Lon Bender
  - Sicario – Alan Robert Murray
  - Gwiezdne wojny: Przebudzenie Mocy – Matthew Wood, David Acord

### Najlepszy montaż dźwięku
- Mad Max: Na drodze gniewu – Chris Jenkins, Gregg Rudloff, Ben Osmo
  - Most szpiegów – Andy Nelson, Gary Rydstrom, Drew Kunin
  - Marsjanin – Paul Massey, Mark Taylor, Mac Ruth
  - Zjawa – Jon Taylor, Frank A. Montaño, Randy Thom, Chris Duesterdiek
  - Gwiezdne wojny: Przebudzenie Mocy – Andy Nelson, Christopher Scarabosio, Stuart Wilson

### Najlepsza scenografia
- Mad Max: Na drodze gniewu – Colin Gibson, Lisa Thompson
  - Most szpiegów – Rena DeAngelo, Bernhard Henrich, Adam Stockhausen
  - Dziewczyna z portretu – Michael Standish, Eve Stewart
  - Marsjanin – Celia Bobak, Arthur Max
  - Zjawa – Jack Fisk, Hamish Purdy

### Najlepsze kostiumy
- Mad Max: Na drodze gniewu – Jenny Beavan
  - Carol – Sandy Powell
  - Kopciuszek – Sandy Powell
  - Dziewczyna z portretu – Paco Delgado
  - Zjawa – Jacqueline West

### Najlepsza charakteryzacja
- Mad Max: Na drodze gniewu – Lesley Vanderwalt, Elka Wardega, Damian Martin
  - Stulatek, który wyskoczył przez okno i zniknął (szw.: Hundraåringen som klev ut genom fönstret och; ang.: The Hundred-Year-Old Man Who Climbed Out the Window and Disappeared) – Love Larson, Eva von Bahr
  - Zjawa – Siân Grigg, Duncan Jarman, Robert Pandini

### Najlepsze zdjęcia
- Zjawa – Emmanuel Lubezki
  - Carol – Edward Lachman
  - Nienawistna ósemka – Robert Richardson
  - Mad Max: Na drodze gniewu – John Seale
  - Sicario – Roger Deakins

### Najlepszy montaż
- Mad Max: Na drodze gniewu – Margaret Sixel
  - Big Short – Hank Corwin
  - Zjawa – Stephen Mirrione
  - Spotlight – Tom McArdle
  - Gwiezdne wojny: Przebudzenie Mocy – Maryann Brandon, Mary Jo Markey

### Najlepsze efekty specjalne
- Ex Machina – Mark Williams Ardington, Sara Bennett, Paul Norris, Andrew Whitehurst
  - Mad Max: Na drodze gniewu – Andrew Jackson, Dan Oliver, Andy Williams, Tom Wood
  - Marsjanin – Anders Langlands, Chris Lawrence Richard Stammers, Steven Warner
  - Zjawa – Richard McBride, Matt Shumway, Jason Smith, Cameron Waldbauer
  - Gwiezdne wojny: Przebudzenie Mocy – Chris Corbould, Roger Guyett, Paul Kavanagh, Neal Scanlan

## Podsumowanie wyróżnień
Liczba nominacji
(Ograniczenie do dwóch nominacji)
12: Zjawa
10: Mad Max: Na drodze gniewu
7: Marsjanin
6: Most szpiegów, Carol, Spotlight
5: Gwiezdne wojny: Przebudzenie Mocy, Big Short
4: Pokój, Dziewczyna z portretu
3: Brooklyn, Sicario, Nienawistna ósemka
2: Ex Machina, Steve Jobs, W głowie się nie mieści
Liczba statuetek
(Ograniczenie do dwóch)
6: Mad Max: Na drodze gniewu
3: Zjawa
2: Spotlight